# 航空自衛隊第4術科学校
航空自衛隊第4術科学校（こうくうじえいたいだい4じゅつかがっこう、英称：4th Technical School）は、埼玉県熊谷市の熊谷基地に所在する、航空教育集団直轄の教育機関である。

## 概要
通信･情報、気象並びにIT関連、通信器材等の操作及び整備に関する術科の教育訓練を担当している。また、通信部隊及び気象部隊の運用等に関する調査・研究を行なうと共に、熊谷基地の主部隊として学校長が基地司令を兼務しており、所在部隊の統制及び基地渉外や後方業務（宿泊給食、施設維持管理など）を担当している。

## 沿革
- 1959年（昭和34年）10月1日：「航空自衛隊第2術科学校分校」が熊谷基地に設置
- 1961年（昭和36年）
  - 7月15日：第2術科学校分校が「航空自衛隊第4術科学校」に改編し発足
  - 7月17日：基地司令職が第2航空教育隊長から移管
- 1989年（平成元年）3月16日：航空教育集団新編に伴い、同隷下へ編入。生徒隊が航空教育隊隷下に編成替え

## 組織編成
- 総務課
- 教務課
- 第1教育部
- 第2教育部
- 整備部
  - 計画課
  - 第1整備課
  - 第2整備課
- 業務部
  - 庶務課
  - 補給課
  - 施設課
  - サイバー運用課
  - 管理課
  - 業務課
  - 会計課
  - 衛生課
- 学生隊

## 主要幹部
| 官職名                                  | 階級    | 氏名       | 補職発令日     | 前職                                            |
| --------------------------------------- | ------- | ---------- | -------------- | ----------------------------------------------- |
| 航空自衛隊第4術科学校長 兼 熊谷基地司令 | 空将補  | 北川英二   | 2024年12月20日 | 航空自衛隊第3術科学校長 兼 芦屋基地司令         |
| 副校長                                  | 1等空佐 | 天野篤     | 2023年03月30日 | 作戦システム運用隊 作戦システム管理群司令       |
| 総務課長                                |         |            |                |                                                 |
| 教務課長                                |         |            |                |                                                 |
| 第1教育部長                             | 1等空佐 | 楠瀨博史   | 2024年07月12日 | 航空幕僚監部運用支援・情報部情報課 情報保証班長 |
| 第2教育部長                             | 2等空佐 | 小野塚裕也 | 2023年12月15日 | 航空気象群中枢気象隊長                          |
| 整備部長                                |         |            |                |                                                 |
| 業務部長                                | 2等空佐 | 藤本康彦   | 2025年08月01日 | 航空支援集団司令部装備部装備課長                |
| 学生隊長                                |         |            |                |                                                 |

| 代                                     | 氏名                                   | 在任期間                               | 出身校・期                             | 前職                                        | 後職                                                 |
| 航空自衛隊第2術科学校分校長（1等空佐） | 航空自衛隊第2術科学校分校長（1等空佐） | 航空自衛隊第2術科学校分校長（1等空佐） | 航空自衛隊第2術科学校分校長（1等空佐） | 航空自衛隊第2術科学校分校長（1等空佐）      | 航空自衛隊第2術科学校分校長（1等空佐）               |
| -------------------------------------- | -------------------------------------- | -------------------------------------- | -------------------------------------- | ------------------------------------------- | ---------------------------------------------------- |
| 01                                     | 固武二郎                               | 1959.10.1 - 1960.7.31                  | 陸士48期・ 陸大60期                    | 航空自衛隊第2術科学校付                     | 統合幕僚会議事務局第2幕僚室勤務                      |
| 2                                      | 山田壮一                               | 1960.8.1 - 1961.7.14                   | 陸士45期                               | 航空自衛隊第2術科学校 第2教育部長           | 中央航空通信群司令                                   |
| 航空自衛隊第4術科学校長                |                                        |                                        |                                        |                                             |                                                      |
| 01                                     | 梅崎 実 （1等空佐）                    | 1961.7.15 - 1962.2.15                  | 海兵58期                               | 管制教育団司令                              | 航空自衛隊第4術科学校付 →1962.4.1 退職（空将補昇任） |
| 02                                     | 横山保                                 | 1962.2.16 - 1963.3.15                  | 海兵59期                               | 航空自衛隊幹部学校                          | 第7航空団司令                                        |
| 03                                     | 高橋康夫                               | 1963.3.16 - 1965.7.15                  | 東京帝国大学 昭和11年卒                | 航空幕僚監部防衛部施設課長                  | 航空自衛隊第1補給処長 兼 木更津基地司令              |
| 04                                     | 池沢正巳                               | 1965.7.16 - 1966.7.15                  | 海兵60期                               | 航空幕僚監部人事教育部副部長                | 航空幕僚監部付 →1967.1.1 退職                        |
| 05                                     | 多田一男                               | 1966.7.16 - 1967.3.15                  | 海機46期                               | 術科教育本部教育部長                        | 統合幕僚会議事務局第4幕僚室長                        |
| 06                                     | 辺見重孝                               | 1967.3.16 - 1968.7.15                  | 陸士47期・ 陸大56期                    | 航空幕僚監部人事教育部長                    | 航空幕僚監部付 →1968.10.31 退職（空将昇任）          |
| 07                                     | 平塚清一                               | 1968.7.16 - 1969.8.15                  | 海兵62期                               | 航空自衛隊幹部学校副校長                    | 航空幕僚監部付 →1969.12.31 退職（空将昇任）          |
| 08                                     | 逸見晴雄                               | 1969.8.16 - 1970.7.15                  | 陸士51期・ 陸大59期                    | 北部航空警戒管制団司令 兼 三沢基地司令      | 術科教育本部付 →1970.10.1 術科教育本部幹事           |
| 09                                     | 久米五郎                               | 1970.7.16 - 1971.2.15                  | 陸士50期・ 陸大56期                    | 航空自衛隊幹部学校副校長                    | 航空幕僚監部付 →1971.7.1 退職                        |
| 10                                     | 武者成一                               | 1971.2.16 - 1973.2.15                  | 陸士53期                               | 第6航空団司令 兼 小松基地司令               | 航空幕僚監部付 →1973.7.1 退職                        |
| 11                                     | 市川孝太郎                             | 1973.2.16 - 1975.2.16                  | 陸士54期                               | 北部航空警戒管制団司令 兼 三沢基地司令      | 航空幕僚監部付 →1975.7.1 退職                        |
| 12                                     | 高原忠敏                               | 1975.2.17 - 1976.3.15                  | 陸士56期                               | 第8航空団司令 兼 築城基地司令               | 航空実験団司令 兼 技術研究本部岐阜試験場長           |
| 13                                     | 美田雄次郎                             | 1976.3.16 - 1977.7.31                  | 海兵71期                               | 航空自衛隊幹部学校副校長                    | 航空幕僚監部付 →1978.1.1 退職（空将昇任）            |
| 14                                     | 小田原健兒                             | 1977.8.1 - 1979.12.4                   | 陸士58期                               | 中央航空通信群司令                          | 航空幕僚監部付 →1980.3.17 退職                       |
| 15                                     | 小林昭二                               | 1979.12.5 - 1981.3.15                  | 陸士60期                               | 輸送航空団副司令 →1980.3.17 空将補昇任      | 航空幕僚監部付 →1981.7.1 退職                        |
| 16                                     | 伊藤英彦                               | 1981.3.16 - 1982.3.15                  | 陸士60期・ 北海道大学 昭和26年卒       | 航空自衛隊補給本部幹事                      | 航空幕僚監部付 →1982.7.1 退職                        |
| 17                                     | 津田信和                               | 1982.3.16 - 1983.4.5                   | 東京工専・ 5期幹候（陸）               | 中央航空通信群司令 兼 市ヶ谷基地司令        | 航空幕僚監部付 →1983.7.1 退職                        |
| 18                                     | 秋山玄雄                               | 1983.4.6 - 1984.7.1                    | 大阪大学・ 1期幹候                     | 調達実施本部名古屋支部 岐阜調達管理事務所長 | 調達実施本部名古屋支部副支部長                       |
| 19                                     | 中林啓之                               | 1984.7.2 - 1986.3.30                   | 中央大学・ 5期幹候                     | 航空安全管理隊司令                          | 退職                                                 |
| 20                                     | 麻川 仁                                | 1986.3.31 - 1987.3.15                  | 群馬大学・ 3期幹候                     | 術科教育本部幹事                            | 航空自衛隊幹部学校副校長                             |
| 21                                     | 増田 久                                | 1987.3.16 - 1988.3.15                  | 千葉商科大学・ 7期幹候                 | 航空自衛隊幹部候補生学校副校長              | 退職                                                 |
| 22                                     | 鈴木喜一郎                             | 1988.3.16 - 1990.3.15                  | 防大1期                                | 中央航空通信群司令 兼 市ヶ谷基地司令        | 退職                                                 |
| 23                                     | 古井徳松                               | 1990.3.16 - 1991.3.15                  | 早稲田大学・ 21期幹候                  | 航空教育隊司令 兼 防府南基地司令            | 退職                                                 |
| 24                                     | 朝倉 謙                                | 1991.3.16 - 1992.6.15                  | 防大3期                                | 中部航空警戒管制団司令 兼 入間基地司令      | 退職                                                 |
| 25                                     | 伊藤文夫                               | 1992.6.16 - 1993.6.30                  | 防大7期                                | 航空幕僚監部防衛部施設課長                  | 航空自衛隊第3術科学校長 兼 芦屋基地司令              |
| 26                                     | 廣瀬紀雄                               | 1993.7.1 - 1995.6.29                   | 防大12期                               | 航空幕僚監部防衛部通信電子課長              | 北部航空方面隊司令部幕僚長                           |
| 27                                     | 吉田德松                               | 1995.6.30 - 1997.3.25                  | 防大12期                               | 航空幕僚監部調査部調査第1課長               | 航空自衛隊第4補給処長                                |
| 28                                     | 三澤 守                                | 1997.3.26 - 1999.3.30                  | 防大12期                               | 第2高射群司令                               | 中部航空警戒管制団司令 兼 入間基地司令               |
| 29                                     | 原 充男                                | 1999.3.31 - 2000.6.29                  | 防大10期                               | 北部航空警戒管制団司令                      | 退職                                                 |
| 30                                     | 橋本康夫                               | 2000.6.30 - 2001.6.28                  | 防大12期                               | 北部航空方面隊副司令官                      | 航空教育集団司令部幕僚長                             |
| 31                                     | 淺野明照                               | 2001.6.29 - 2002.7.31                  | 防大15期                               | 航空自衛隊第1補給処長 兼 木更津基地司令     | 北部航空方面隊副司令官                               |
| 32                                     | 林 國満                                | 2002.8.1 - 2004.8.29                   | 防大17期                               | 航空幕僚監部監理部総務課長                  | 北部航空方面隊副司令官                               |
| 33                                     | 中久保勲                               | 2004.8.30 - 2006.8.3                   | 防大16期                               | 西部航空警戒管制団司令 兼 春日基地司令      | 退職                                                 |
| 34                                     | 石井光政                               | 2006.8.4 - 2007.12.2                   | 防大17期                               | 中部航空警戒管制団司令 兼 入間基地司令      | 退職                                                 |
| 35                                     | 壁祐司朗                               | 2007.12.3 - 2008.11.30                 | 防大18期                               | 北部航空警戒管制団司令                      | 退職                                                 |
| 36                                     | 國分雅宏                               | 2008.12.1 - 2010.3.28                  | 防大25期                               | 航空幕僚監部防衛部情報通信課長              | 中部航空警戒管制団司令 兼 入間基地司令               |
| 37                                     | 荒木文博                               | 2010.3.29 - 2011.8.4                   | 防大28期                               | 航空幕僚監部人事教育部教育課長              | 第5航空団司令 兼 新田原基地司令                      |
| 38                                     | 吉松卓夫                               | 2011.8.5 - 2013.3.27                   | 防大24期                               | 航空自衛隊第3術科学校長 兼 芦屋基地司令     | 退職                                                 |
| 39                                     | 木村達人                               | 2013.3.28 - 2014.8.4                   | 防大25期                               | 航空自衛隊第5術科学校長                     | 退職                                                 |
| 40                                     | 阿部睦晴                               | 2014.8.5 - 2015.11.30                  | 防大32期                               | 航空自衛隊第3補給処長                       | 航空開発実験集団司令部幕僚長                         |
| 41                                     | 後藤雅人                               | 2015.12.1 - 2017.12.19                 | 防大31期                               | 航空開発実験集団司令部幕僚長                | 防衛装備庁プロジェクト管理部 プロジェクト管理総括官  |
| 42                                     | 石村尚久                               | 2017.12.20 - 2019.8.22                 | 防大31期                               | 航空幕僚監部総務部総務課長                  | 防衛監察本部監察官                                   |
| 43                                     | 小野打泰子                             | 2019.8.23 - 2022.3.16                  | 青山学院大学・ 77期幹候                | 統合幕僚監部報道官                          | 中部航空警戒管制団司令 兼 入間基地司令               |
| 44                                     | 津曲明一                               | 2022.3.17 - 2023.8.28                  | 防大34期                               | 中部航空警戒管制団司令 兼 入間基地司令      | 西部航空警戒管制団司令 兼 春日基地司令               |
| 45                                     | 秋本康雄                               | 2023.8.29 - 2024.12.19                 | 帝京大学・ 82期幹候                    | 防衛装備庁調達事業部総括装備調達官          | 退職                                                 |
| 46                                     | 北川英二                               | 2024.12.20 -                           | 防大36期                               | 航空自衛隊第3術科学校長 兼 芦屋基地司令     |                                                      |